# The John Butler Trio

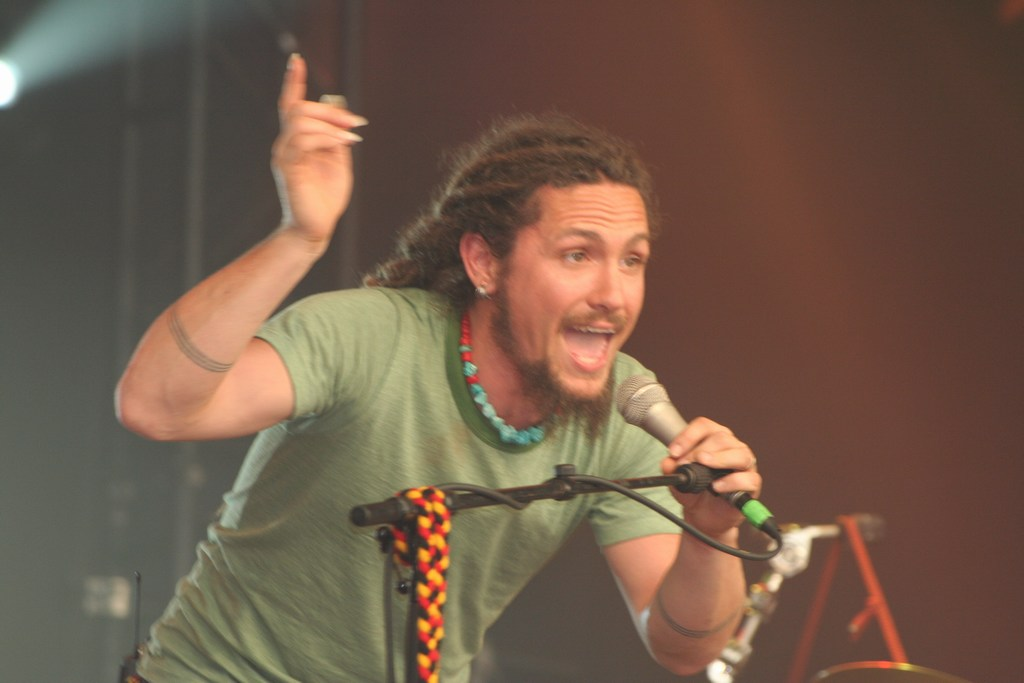
El músico australiano John Butler dando un concierto con su trío.

The John Butler Trio es una banda de Australia (Fremantle) dirigida por el guitarrista y vocalista John Butler, nacido en Los Ángeles el 1 de abril de 1975. 
En su discografía se encuentran Three (2001), disco debut con temas como Pickapart y Betterman, en el que ya sintetizan el estilo fusión entre funk, folk y rock, característico de la banda; Living 2001-2002 (2003) como recopilatorio para aunar los sencillos aparecidos hasta el momento, y reflejo de un pulidísimo directo; Sunrise Over Sea (2004) con temas que ya han llegado al gran público, como Zebra o Peaches and Cream. Este álbum debutó en el número uno en las listas australianas en su primera semana en venta, ya ha conseguido un disco de platino en Australia y ha alcanzado los Top Ten en las listas australianas en estos años.
Posteriormente lanzarán Grand National el 27 de marzo de 2007, y April Uprising el 26 de marzo de 2010.
La peculiar técnica de John Butler ha ganado una cierta fama entre guitarristas. Sus videos, partituras y ejercicios son tocados y descargados de la red por doquier. Tanto en sus escalas como en las afinaciones (de 6ª a 1ª - C G C G C E) y en el uso del tapping, John Butler se muestra tremendamente desenvuelto y creativo, al mismo tiempo que mantiene una base reconocible por todos.
Podemos destacar también el proyecto The John Butler Seed, programa de ayuda a músicos australianos que otorga una serie de becas para el estudio y la grabación.

## Discografía
Álbumes de estudio
- John Butler (1998)
- Three (2001)
- Sunrise Over Sea (2004)
- Grand National (2007)
- April Uprising (2010)
- Flesh & Blood (2014)
- Home (2018)[1]

Álbumes en directo
- Living 2001–2002 (2003)
- Live at St. Gallen (2005)
- One Small Step (2009)
- Live at Red Rocks (2011)